# Amakusanthura aokii
Amakusanthura aokii är en kräftdjursart som beskrevs av Nunomura 2004. Amakusanthura aokii ingår i släktet Amakusanthura och familjen Anthuridae. Inga underarter finns listade i Catalogue of Life.